# Amberger Skulpturenweg
Der Amberger Skulpturenweg befindet sich auf dem Gelände der Landesgartenschau, die 1996 in der oberpfälzischen Stadt Amberg stattfand. Der Skulpturenweg ist rund 3,5 Kilometer lang und umfasst 26 Werke von 23 Künstlern. Ausgangspunkt waren Skulpturen, die  im Rahmen der Landesgartenschau geschaffen wurden. Bereits vorher vorhandene Kunstwerke wurden ebenso eingebunden wie später entstandene.

## Liste der Kunstwerke
| Bild                                                | Titel                                      | Jahr der Aufstellung | Künstler                                                          | Material/Beschreibung                                                       |
| --------------------------------------------------- | ------------------------------------------ | -------------------- | ----------------------------------------------------------------- | --------------------------------------------------------------------------- |
| Skulptur Venus von Amberg                           | Venus von Amberg                           | 2009                 | Lucia Torge, Schrobenhausen                                       | Kalkstein, von Hand gehauen                                                 |
| Skulptur Januskopf & Echsenwesen                    | Januskopf & Echsenwesen                    | 2006                 | Achim Hüttner, Amberg                                             | Granit                                                                      |
| Skulptur Norden, Süden, Osten, Westen               | Norden, Süden, Osten, Westen               | 2007                 | Tomaz Sebrek, Gorice (Slowenien)                                  | Kalkstein                                                                   |
| Skulptur Stehen                                     | Stehen                                     | 2003                 | Michel Brand, Fleurac (Frankreich)                                | Eisen und Kunststoff                                                        |
| Skulptur Ein Paar                                   | Ein Paar                                   | 2003                 | Belle Shafir, Tel-Aviv (Israel)                                   | Holz                                                                        |
| Skulptur Die Kämpfenden                             | Die Kämpfenden                             | 2001                 | Richard Pešek, Prag, Tschechien                                   | Sandstein                                                                   |
| Skulptur Metamorphosen – vom Stein zur Pflanzenform | Metamorphosen – vom Stein zur Pflanzenform | 1999                 | Heidi Langer, Günter Schwarz, Susanne Starzinger, alle Regensburg | Beton, Betonguss                                                            |
| Skulptur ohne Titel                                 | ohne Titel                                 | 1999                 | Eva Weinert, Düsseldorf                                           | Stahl                                                                       |
| Skulptur Eicheln                                    | Eicheln                                    | 2009                 | Christopher Trepesch, Amberg                                      | Eichenholz                                                                  |
| Skulptur Figura Nera                                | Figura Nera                                | 2010                 | Achim Hüttner, Amberg                                             | Beton, ca. 500 kg schwer, drehbar                                           |
| Vesuna-Turm                                         | Vesuna-Turm                                | 1996                 | Wilhelm Koch, Etsdorf                                             | Stahlkonstruktion mit Wendeltreppe auf Betonfundament, Plexiglasverkleidung |
| Skulptur Fisch                                      | Fisch                                      | 1995                 | Martin Rist (Entwurf)                                             | COR-TEN-Stahl und Naturstein                                                |
| Skulptur AM-1995-8                                  | AM-1995-8                                  | 1995                 | Gerhard Brandl, Regensburg                                        | Ziegel                                                                      |
| Skulptur Die Tanzende                               | Die Tanzende                               | 2002                 | Verena Reimann, Georgensgmünd                                     | Jura-Kalkstein und Kupfer                                                   |
| Rastplatz der Sinne                                 | Rastplatz der Sinne                        | 2010                 | Eckart Brandau, Kastl                                             | Naturgeformte Steine                                                        |
| Skulptur ohne Titel                                 | ohne Titel                                 | 1996                 | Erwin Regler, Verdun (Kanada)                                     | Gerosteter Eisenschrott                                                     |
| Skulptur Die Wolke                                  | Die Wolke                                  | 1963                 | Johannes Haimerl, Amberg                                          | Granit und Chromnickelstahl                                                 |
| Skulptur Hoch hinaus                                | Hoch hinaus                                | 2010                 | Christian Hiller, Fensterbach                                     | Beton und Stahl                                                             |
| Skulptur Ein Boot – oder die Hoffnung fahren lassen | Ein Boot – oder die Hoffnung fahren lassen | 2010                 | Berndt Trepesch, Amberg                                           | Pappelholz                                                                  |
| Skulptur Himmelsskizzen im Wind                     | Himmelsskizzen im Wind                     | 2007                 | Hermann Stadler, Amberg                                           | Stahl                                                                       |
| Bronzeskulptur Karim                                | Karim                                      | 2010                 | Miriam Mettbach, Henfenfeld                                       | Bronze                                                                      |
| Geoskulptur                                         | Geoskulptur                                | 1995                 | Werner Röth, Amberg                                               | Granit                                                                      |
| Skulptur Flora                                      | Flora                                      | 1992                 | Frank Claussner, Fensterbach                                      | Astir-Marmor                                                                |
| Skulptur Markierungsstäbe                           | Markierungsstäbe                           | 1995                 | Jürgen Koene, München                                             | Edelstahl                                                                   |
| Zanner-Brunnen                                      | Zanner-Brunnen                             | 1992                 | Christa Bruder-Schön, Schnaittach                                 | Bronze und Tonerde-Schmelzzement                                            |
| Skulptur Flamingogruppe                             | Flamingogruppe                             | 1962                 | Harry Christlieb                                                  | Bronze                                                                      |